# Architettura maya
L'architettura maya abbraccia diverse migliaia di anni, diverse epoche di cambiamento politico e innovazione architettonica prima della colonizzazione spagnola delle Americhe.  Spesso, gli edifici più imponenti e fapreclassico terminale e oltre. Basandosi sulle tradizioni architettoniche mesoamericane generali, i Maya utilizzavano proporzioni geometriche e intagli intricati per costruire di tutto, dalle semplici case ai templi decorati. Questa voce si concentra sugli esempi preclassici e classici più noti dell'architettura Maya. I templi come quelli di Palenque, Tikal e Uxmal rappresentano l'apice dell'arte e dell'architettura Maya. Attraverso l'osservazione di numerosi elementi e distinzioni stilistiche, i resti dell'architettura Maya sono diventati una chiave importante per comprendere le loro credenze religiose e la cultura nel suo insieme.

## Progettazione urbana
Poiché le città Maya si erano diffuse in tutta la variegata geografia della Mesoamerica, l'estensione della pianificazione del sito sembra essere stata minima, poiché le loro città erano state costruite in qualche modo a casaccio, come dettato dalla topografia di ciascuna località indipendente. L'architettura Maya tendeva a integrare un alto grado di caratteristiche naturali. Ad esempio, alcune città esistenti sulle pianure calcaree dello Yucatán settentrionale divennero grandi città tentacolari, mentre altre costruite sulle colline di Usumacinta utilizzarono il rilievo naturale della topografia per elevare le loro torri e templi ad altezze impressionanti. Tuttavia, prevaleva ancora una parvenza di ordine, come richiesto da qualsiasi grande città. All'inizio della costruzione su larga scala veniva stabilito un asse predeterminato in congruenza con i punti cardinali. A seconda della posizione e della disponibilità di risorse naturali come pozzi d'acqua dolce o cenote, la città cresceva collegando grandi piazze con le numerose piattaforme che creavano la sottostruttura per quasi tutti gli edifici Maya, per mezzo di strade rialzate. Man mano che venivano aggiunte più strutture a quelle esistenti, ricostruite o rimodellate, le grandi città Maya sembravano assumere un'identità quasi casuale che contrastava nettamente con altre grandi città mesoamericane come Teotihuacan e la sua rigida costruzione a griglia.

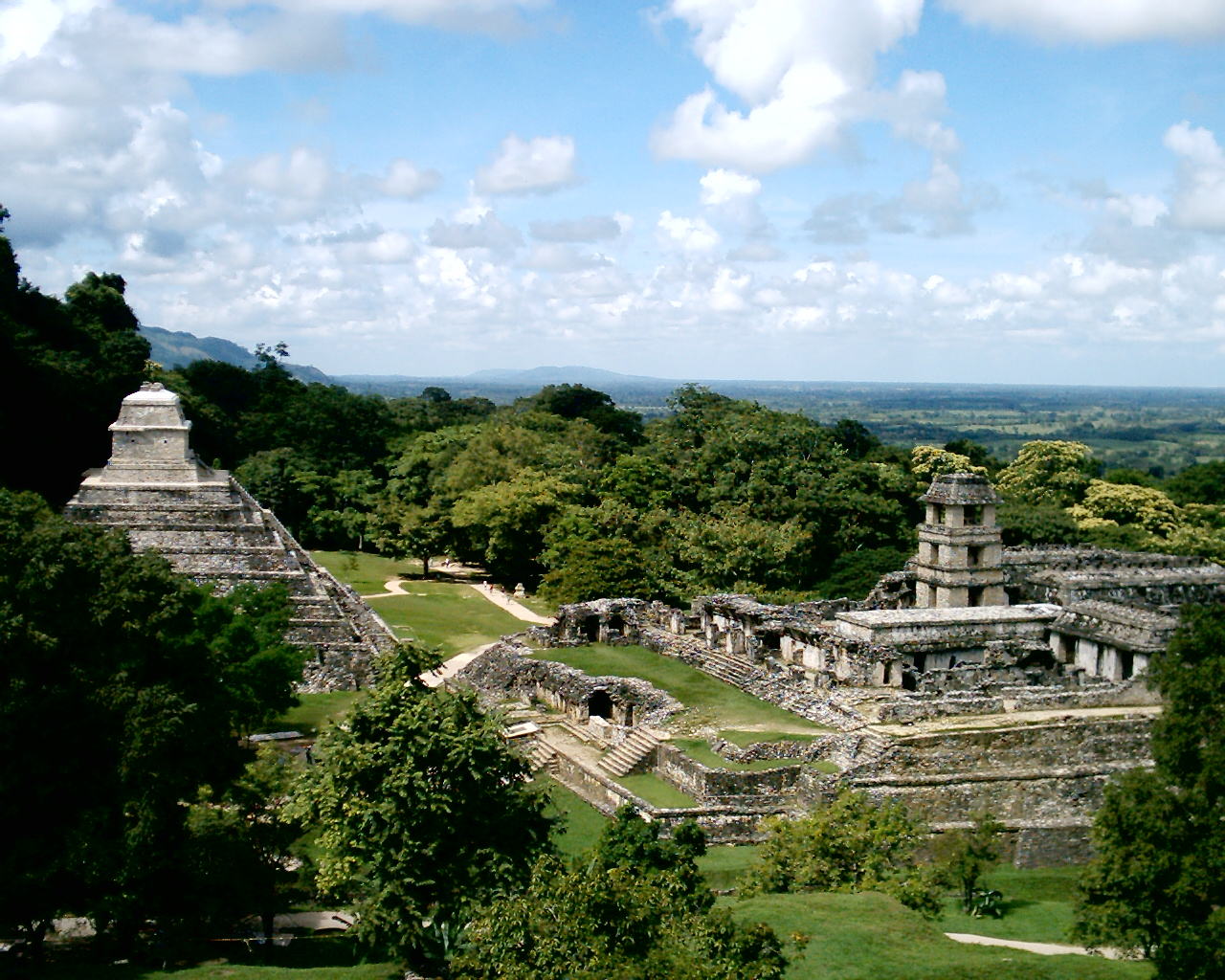
Sito archeologico di Palenque, Chiapas, Messico

Nel cuore della città Maya esistevano le grandi piazze circondate da edifici governativi e religiosi più apprezzati come l'acropoli reale, i grandi templi piramidali e, occasionalmente, i campi da gioco della palla. Sebbene la struttura della città si era evoluta come dettato dalla natura, veniva prestata particolare attenzione all'orientamento direzionale dei templi e degli osservatori in modo che fossero costruiti secondo l'interpretazione Maya delle orbite delle stelle. Immediatamente fuori da questo centro rituale si trovavano le strutture dei nobili minori, dei templi più piccoli e dei singoli santuari: le strutture meno sacre e meno importanti avevano un maggior grado di privacy. Fuori dal nucleo urbano, in continua evoluzione, c'erano le abitazioni meno stabili e più modeste della gente comune.
Il design urbano dell'era classica Maya potrebbe essere facilmente descritto come la divisione dello spazio tra grandi monumenti e strade rialzate. In questo caso, le piazze pubbliche aperte erano i luoghi di ritrovo delle persone e il fulcro del progetto urbano, mentre lo spazio interno era del tutto secondario. Solo nel tardo post-classico le grandi città Maya si svilupparono in strutture difensive più simili a fortezze che mancavano, per la maggior parte, delle grandi e numerose piazze del periodo classico. Nel postclassico a Peten, in Guatemala, emersero insediamenti protetti più piccoli in luoghi difendibili, ad esempio su penisole e isole nel Bacino di Petén. Questi siti avevano piazze minuscole e strutture cerimoniali più piccole, e i canoni del progetto architettonico erano modificati rispetto al precedente periodo classico, ma erano riconoscibili cambiamenti di linee dal modello classico.

## Processo di costruzione
Tutte le prove suggeriscono che la maggior parte degli edifici in pietra esisteva in cima a una piattaforma che variava in altezza da meno di un metro a 45 metri a seconda dell'importanza dell'edificio. Una scalinata in pietra spesso divideva da un lato le grandi piattaforme, contribuendo al comune aspetto bisimmetrico dell'architettura Maya. A seconda delle tendenze stilistiche prevalenti di un'area, queste piattaforme erano spesso costruite con un esterno in stucco e pietra tagliata riempito con ghiaia densa. Come nel caso di molti altri rilievi Maya, quelli sulle piattaforme erano spesso correlati allo scopo previsto della struttura abitativa. Così, quando le piattaforme substrutturali erano completate, le grandi residenze e i templi dei Maya venivano costruiti sulle solide fondamenta delle piattaforme. Quando tutte le strutture erano state costruite, sembrava che fosse data poca attenzione alla loro funzionalità utilitaristica e molta all'estetica esterna; tuttavia, un certo elemento ripetuto, l'arco a mensola, veniva spesso utilizzato per imitare l'aspetto e la sensazione della semplice capanna Maya. 

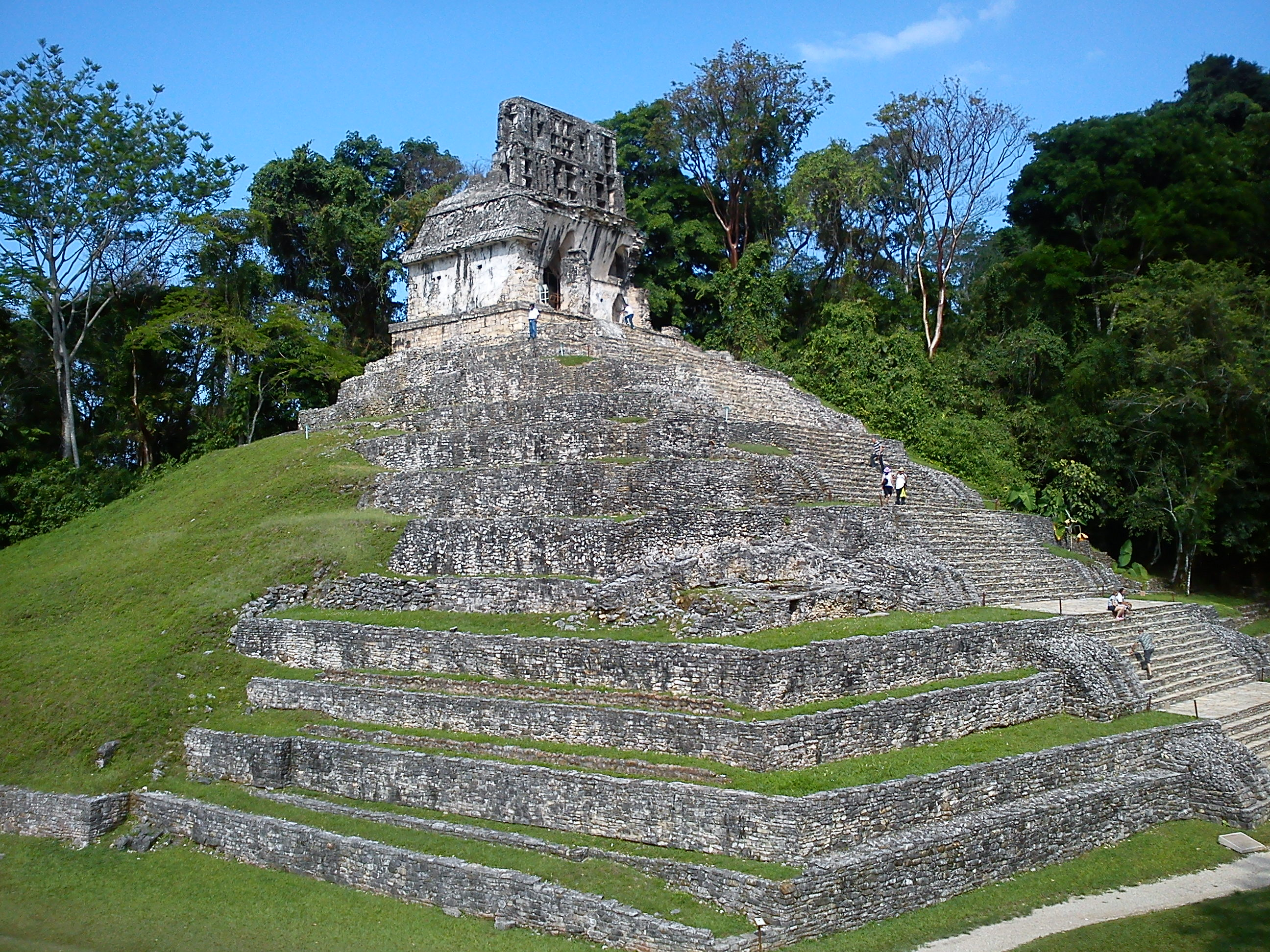
Tempio della Croce, Palenque

Sebbene non fossero uno strumento efficace per aumentare lo spazio interno, poiché richiedevano spesse pareti di pietra per sostenere l'alto soffitto, alcuni templi utilizzavano archi ripetuti o un arco a mensola, per costruire ciò che i Maya chiamavano pibnal, o bagno di sudore, come quelli nel Tempio della Croce a Palenque. Man mano che le strutture venivano completate, allo strato di stucco venivano aggiunti lavori di rilievo tipicamente estesi. Tuttavia, sono state scoperte molte incisioni sull'architrave, così come vere e proprie sculture in pietra utilizzate come facciata. Comunemente, queste continuavano ininterrottamente attorno a un'intera struttura e contenevano una varietà di opere d'arte relative agli abitanti o allo scopo di un edificio. Sebbene non presente in tutte le località Maya, è stato scoperto anche un ampio uso di stucchi dipinti.
Sebbene i Maya non usassero un'unità di misura specifica, i loro edifici erano ancora proporzionati secondo la sezione aurea. Per le loro case iniziavano con un quadrato, quindi usavano una corda o una liana per misurare il quadrato da un angolo all'altro. Quindi arcuando il cavo verso il basso, era possibile stabilire una nuova lunghezza di base basata sul quadrato precedente. La lunghezza del nuovo rettangolo era la radice quadrata di tre, che è una proporzione che si trova in natura. Poiché i Maya avevano connotazioni religiose per quali usavano determinate proporzioni, la loro tipologia di misura è chiamata geometria sacra che era praticata anche dagli egizi. I Maya lavoravano con proporzioni diverse nei loro templi e case per produrre disegni simmetrici e armoniosi, il tutto senza l'uso di unità reali.
È stato suggerito che, in concomitanza con il Calendario maya, ogni cinquantadue anni, o ciclo, i templi e le piramidi venissero rimodellati e ricostruiti. Sembra ora che il processo di ricostruzione fosse spesso richiesto da un nuovo sovrano o per questioni politiche, invece di adeguarsi al ciclo del calendario. Tuttavia, il processo di ricostruzione sulle vecchie strutture era davvero comune. In particolare, l'acropoli nord di Tikal sembra essere la sommatoria di 1.500 anni di modifiche architettoniche.

### Materiali da costruzione
La civiltà Maya utilizzava strumenti molto semplici per costruire le proprie strutture. Gli strumenti più comuni utilizzati erano realizzati in pietra trovata nelle zone circostanti. Il calcare era una parte enorme della fabbricazione di utensili Maya, poiché era geograficamente molto abbondante nella maggior parte degli insediamenti. Le posizioni delle città Maya venivano scelte tenendo presente l'accesso alle pietre necessarie alla costruzione. Ciò fece in modo che la maggior parte delle cave si trovasse appena fuori città per un facile accesso ai blocchi necessari per la costruzione. Le principali cave di calcare utilizzate si trovavano a Palenque e Tikal. Sebbene il calcare fosse il materiale più importante, utilizzavano anche arenaria da Quiriguá e tufo vulcanico da Copán.
Il popolo Maya aveva usato della malta nella maggior parte dei progetti strutturali. Usavano un processo molto difficile esponendo il calcare a grandi quantità di calore per creare la loro malta, che era così diffusa tanto da essere usata persino per la realizzazione di sculture, facciate e pavimentazioni. La loro malta era molto efficace per la durata di un edificio di grandi dimensioni, ma i climi umidi potevano avere un effetto negativo.
Per progetti di costruzione più importanti i Maya coprivano l'intera struttura esterna con stucchi, ricoperti da dipinti, dando la priorità al rosso, al giallo, al verde e al blu.

## Costruzioni notevoli

### Piattaforme cerimoniali
Queste erano comunemente piattaforme calcaree, alte meno di quattro metri, dove venivano eseguite cerimonie pubbliche e riti religiosi. Costruite alla maniera di una tipica piattaforma di fondazione, erano spesso dotate di figure scolpite, altari e forse tzompantli, un palo usato per mostrare le teste delle vittime o degli avversari sconfitti del gioco della palla mesoamericana.

### Palazzi

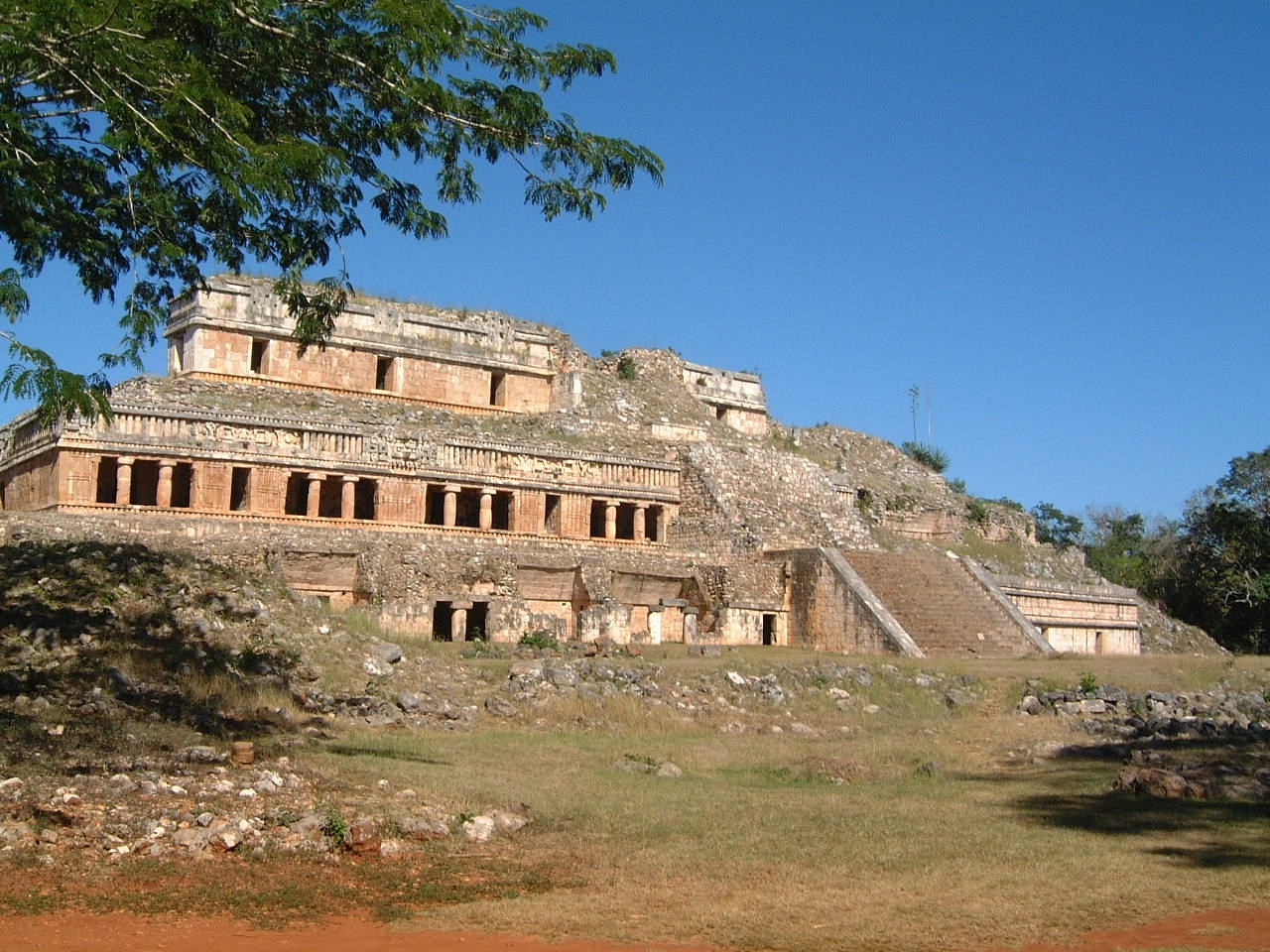
Resti del palazzo di Sayil, Yucatán

Grandi e spesso riccamente decorati, i palazzi di solito si trovavano vicino al centro di una città e ospitavano l'élite della popolazione. Ogni palazzo reale estremamente grande, o costituito da molte camere su diversi livelli, poteva essere definito un'acropoli. Tuttavia, spesso questi erano a un solo piano e consistevano in piccole stanze e in genere almeno un cortile interno; queste strutture sembravano tenere conto della necessaria funzionalità richiesta ad una residenza, nonché della decorazione richiesta per la statura dei suoi abitanti. Gli archeologi sembrano concordare sul fatto che molti palazzi ospitano diverse tombe.
A Copán (una delle città più potenti e importanti), sotto oltre quattrocento anni di successivi restauri, è stata scoperta una tomba di uno degli antichi sovrani e sembra che l'acropoli settentrionale di Tikal sia stata il luogo di numerose sepolture durante i periodi pre classico terminale e inizio del classico.

### Gruppi E
"Gruppo E" è una classificazione data dai Maya a certi complessi di strutture presenti in un certo numero di siti ubicati nelle pianure Maya centrali e meridionali (ad esempio, la regione di Petén). I complessi di questo tipo sono costituiti da una struttura principale piramidale a gradoni, situata sul lato occidentale di una piazza o piattaforma quadrilatera. Lungo il lato orientale della piazza, con andamento nord-sud, compare una struttura rialzata ma piuttosto allungata; una variante ha tre tumuli del tempio più piccoli in cima o in sostituzione di questa piattaforma, al centro di queste sottostrutture poste direttamente di fronte alla struttura principale. Spesso, altre due strutture sussidiarie compaiono rispettivamente sui lati nord e sud della piazza. La struttura principale occidentale è tipicamente terrazzata (cioè ha più livelli), con scale incassate su ciascuno dei suoi quattro lati, con solo la scala orientale, che conduce dalla piazza, che fornisce accesso alla sommità. Le scale hanno grandi balaustre che sporgono dalla piramide, decorate con grandi mascheroni in stucco e pannelli artistici. In altri esempi, ritenuti di epoca successiva, manca questa configurazione a scalinata quadripartita.
I complessi del gruppo E prendono il nome dal loro esempio prototipo, Struttura E-VII-sub nel sito di Uaxactún. Furono identificati per la prima volta come un complesso significativo dall'archeologo Frans Blom nel 1924, che scavò il sito sotto gli auspici della Carnegie Institution di Washington.
È stato teorizzato che questi gruppi E fossero osservatori, perché il gruppo omonimo di Uaxactun contiene allineamenti corrispondenti approssimativamente alle albe dei solstizi e degli equinozi. Tuttavia, la sequenza architettonica documentata nei rapporti di scavo rivela che questi allineamenti collegano elementi di epoche diverse e quindi non avrebbero mai potuto essere funzionali. Inoltre, tutti gli altri gruppi E hanno orientamenti diversi, che appartengono a gruppi diffusi di allineamenti astronomici che sono anche incorporati in una serie di edifici di altro tipo. Pertanto, e considerando che i loro usi principali erano rituali e funerari, non vi sono motivi per designare i Gruppi E come osservatori. Altre idee sembrano derivare dalla possibile storia della creazione raccontata dal rilievo e dalle opere d'arte che adornano queste strutture.

### Gruppi triadici
Sono costituiti da una piattaforma sopraelevata (un'ampia acropoli o una ripida piramide) con una scala monumentale, con un edificio centrale di fronte alle scale e due strutture laterali che si fronteggiano su entrambi i lati della piattaforma. Questo complesso formale è stato attribuito alla ricreazione terrena del "Focolare Celeste" (l'odierna costellazione di Orione), o palcoscenico per i rituali di intronizzazione. Più recentemente i gruppi triadici sono stati interpretati come santuari che commemoravano la resurrezione del dio del mais sulla montagna fiorita. Tali complessi comparvero durante il tardo preclassico e diminuirono gradualmente di numero fino alla loro scomparsa nel primo postclassico.

### Piramidi e templi

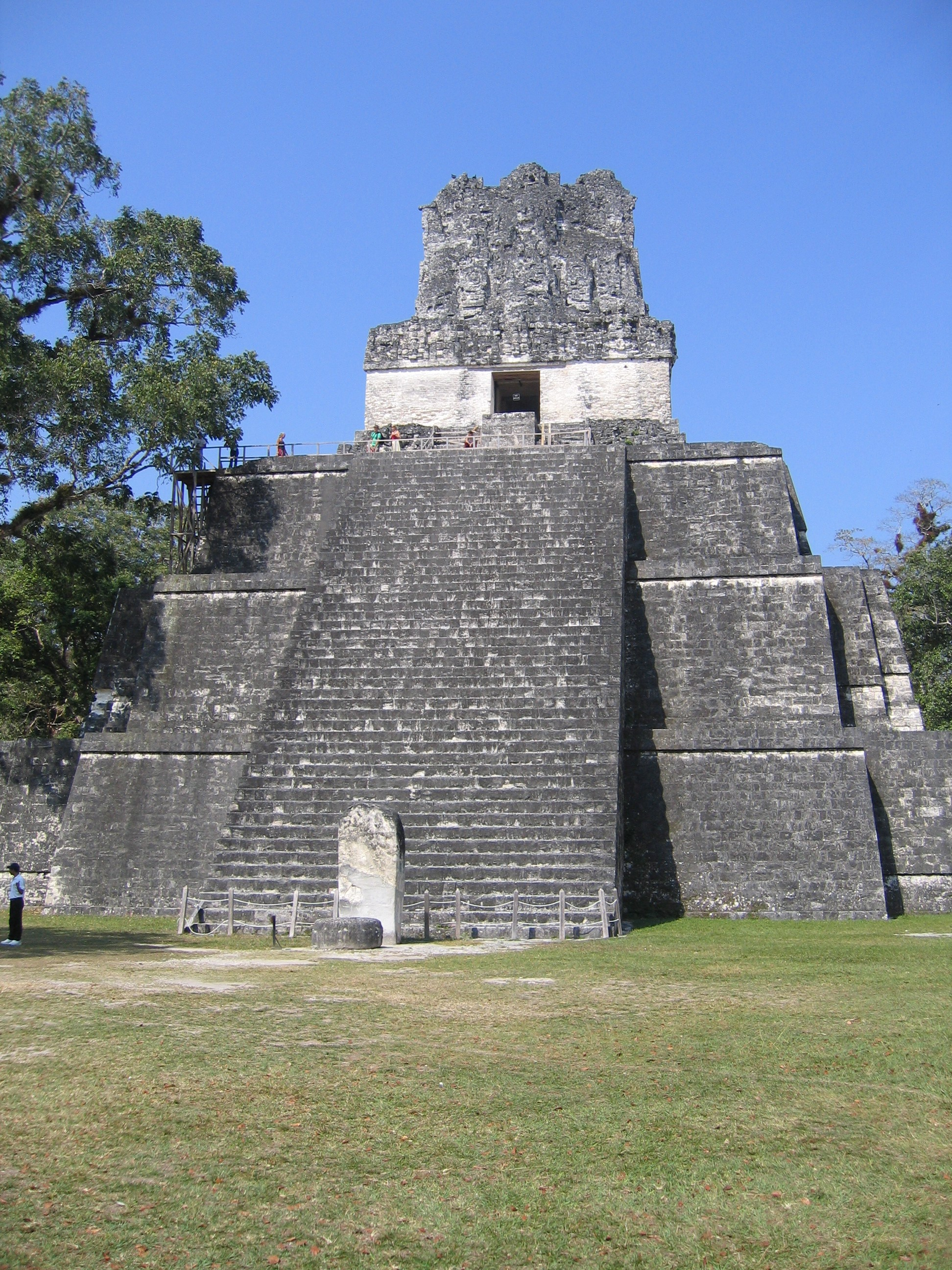
Tikal, piramide del tempio con cresta prominente sul tetto

Spesso i santuari più importanti si trovavano in cima a imponenti piramidi Maya, alcune di oltre 60 metri, come quella di El Mirador. Il santuario in cima era comunemente sovrastato da una cresta o da un pettine del tetto. Mentre recenti scoperte indicano l'uso estensivo delle piramidi come tombe, i templi stessi sembrano contenere raramente, se non mai, sepolture.
A Chichén Itzá c'è una piramide chiamata El Castillo ("il castello"). Con quattro scalinate, ciascuna con 91 gradini (con la piattaforma superiore si sommano a 365), e con altri elementi architettonici che appaiono in numeri astronomicamente significativi, è un buon esempio del mito Maya e dei cicli astronomici uniti nell'architettura. Chiamata anche Piramide di Kukulcán, la struttura offre uno spettacolo notevole, osservato da migliaia di visitatori moderni agli equinozi. I raggi del sole al tramonto vengono proiettati sulla balaustra settentrionale, creando l'illusione di un serpente che si snoda lungo i gradini della piramide. Il serpente è composto da diverse forme triangolari che gli conferiscono l'aspetto di un serpente a dorso di diamante. Alla base della scalinata nord ci sono massicce sculture di teste di serpente, che rendono questo effetto ancora più persuasivo. Mentre è diffusa la convinzione che questo effetto luce-ombra sia stato realizzato apposta per registrare gli equinozi, l'idea è altamente improbabile: è stato dimostrato che il fenomeno può essere osservato, senza grandi cambiamenti, durante diverse settimane intorno agli equinozi, rendendo impossibile determinare qualsiasi data osservando solo questo effetto.
L'architettura Maya è molto diversa dalle altre nelle culture mesoamericane. La miscela di mitologia ed eventi astronomici può essere notata in quasi tutti i palazzi Maya o le strutture piramidali. Si noterà anche la forte influenza dei Toltechi nell'architettura di Chichén Itzá. I Toltechi invasero i Maya e unirono le loro tradizioni culturali intorno all'anno 1000.

### Osservatori

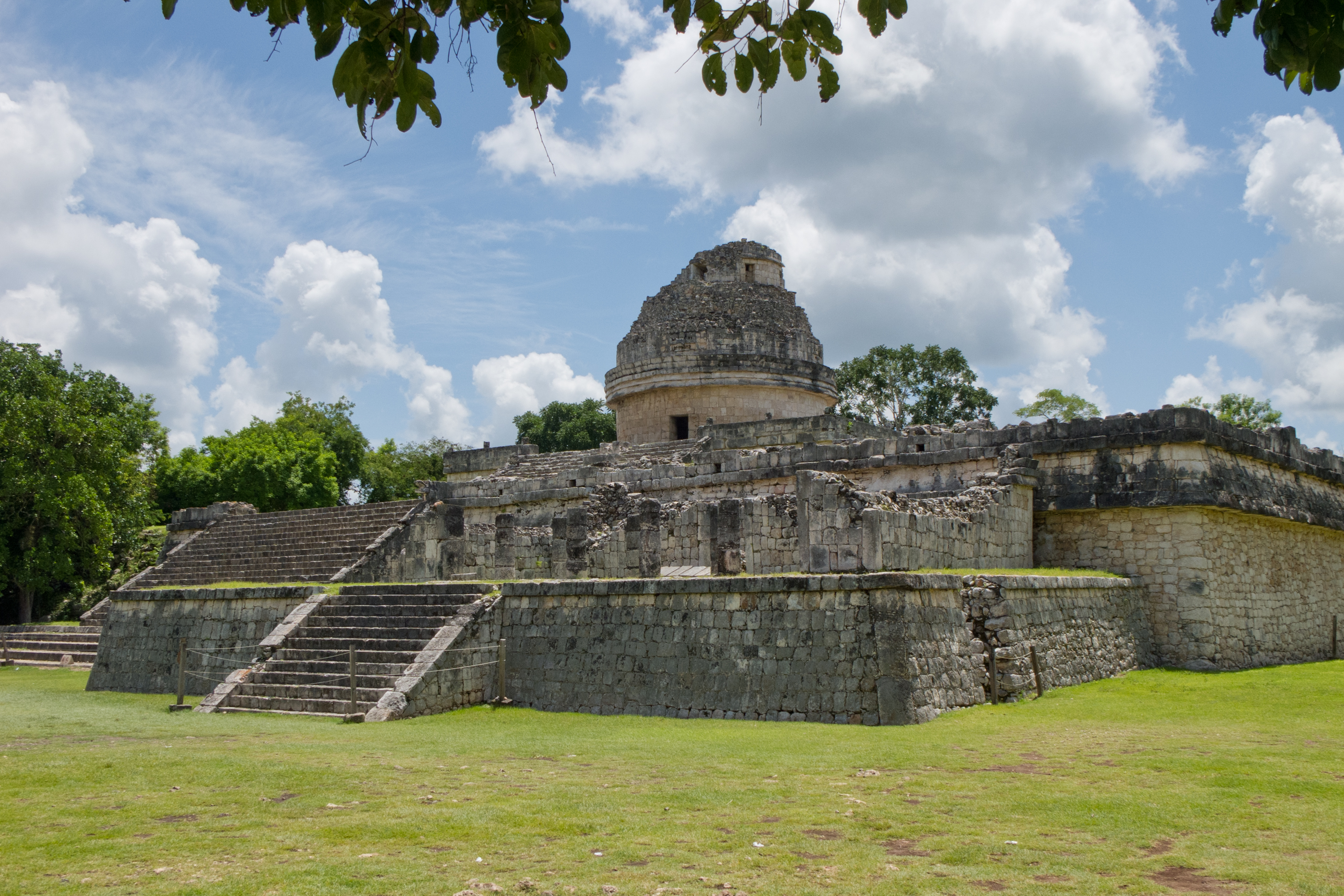
El Caracol, l'Osservatorio, Chichen Itza, Messico

I Maya erano acuti astronomi e avevano mappato le fasi degli oggetti celesti, in particolare il Sole, Venere e la Luna. Molti templi hanno porte e altre caratteristiche che si allineano agli eventi celesti. I templi rotondi, spesso dedicati a Kukulkán, sono forse quelli descritti più spesso come "osservatori" dalle moderne guide turistiche. È ormai noto, tuttavia, che molti edifici di diverso tipo e uso erano orientati su basi astronomiche, per lo più verso albe e tramonti in date specifiche. Le date registrate sono concentrate in quattro stagioni agrarie significative e tendono ad essere separate da multipli di periodi elementari del sistema calendariale (13 e 20 giorni), suggerendo che gli orientamenti consentivano l'uso di calendari osservativi destinati a facilitare una corretta programmazione delle attività agricole e attività cerimoniali associate. Sebbene la maggior parte dei più importanti edifici Maya fossero orientati sulla base di criteri astronomici, le loro funzioni primarie erano religiose, residenziali o amministrative; l'etichetta "osservatorio" applicata a qualsiasi tipo strutturale è quindi difficilmente giustificabile.

### Campi del gioco della palla

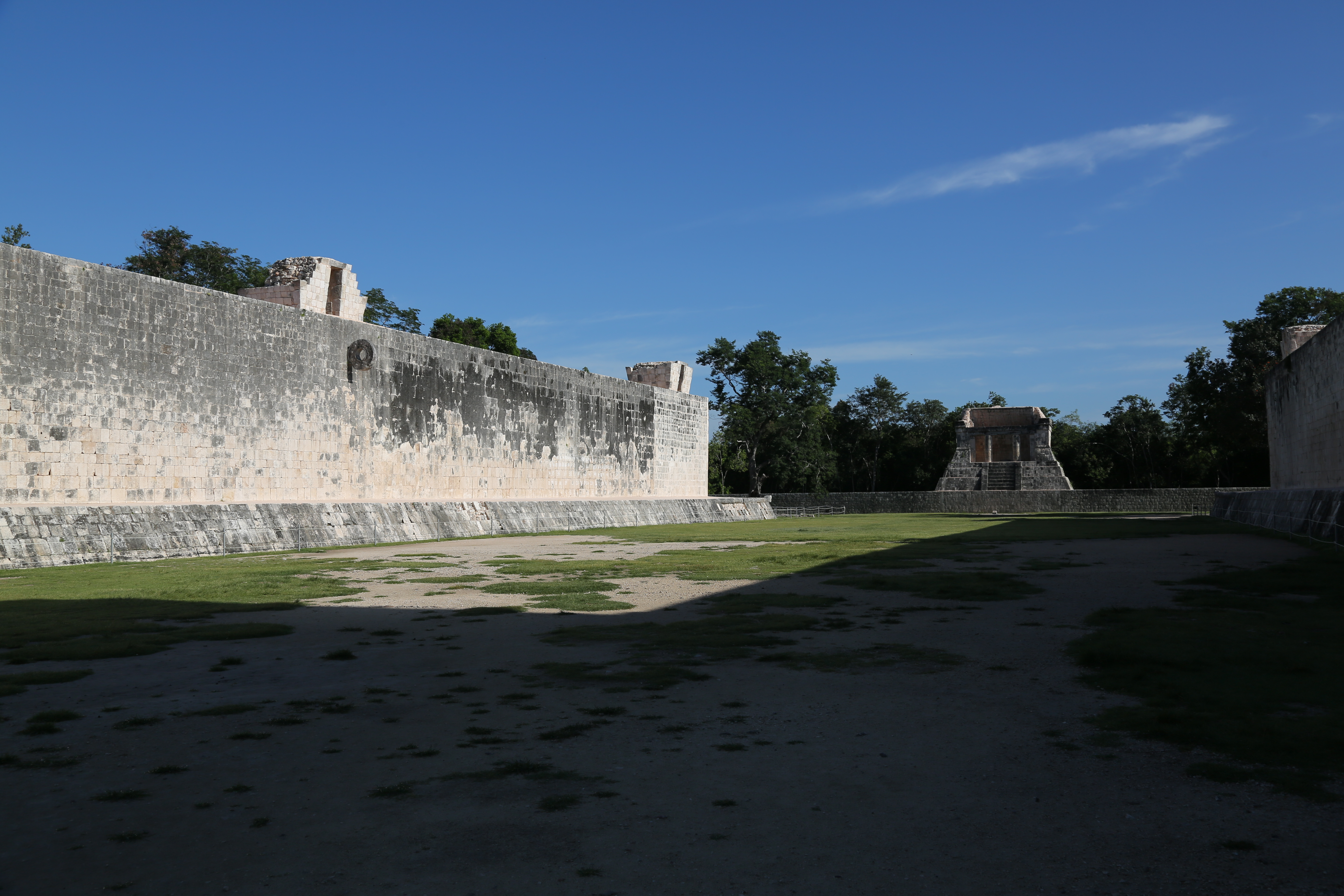
Grande campo del gioco della palla a Chichen Itza

Come aspetto integrante dello stile di vita mesoamericano, i campi per il gioco rituale della palla venivano costruiti in tutto il regno Maya, spesso su larga scala. I campi di gioco erano delimitati da due lunghi muri. I campi costruiti in precedenza nella storia Maya (come a Cobá) avevano i lati inclinati, mentre quelli costruiti più tardi (come a Chichén Itzá) li avevano verticali. Frequentemente, le estremità erano racchiuse in modo da creare una corte a forma di I se vista dall'alto.
Quando i Maya giocavano nei campi, la palla era realizzata in gomma piena e a volte aveva un diametro di 30 centimetri. Veniva passata tra squadre schierate alle estremità opposte del campo. I giocatori potevano colpirla solo con le ginocchia o i fianchi, proprio come il calcio di oggi. I punti venivano segnati quando gli avversari non riuscivano a restituire la palla correttamente. Nel Messico centrale, e in epoca tarda nello Yucatán, c'erano degli anelli di pietra collocati in alto nelle pareti laterali del campo di gioco. Era considerato un trionfo particolare, per un giocatore, far passare la palla attraverso l'anello.

## Siti rupestri
Ci sono anche siti rupestri importanti riconducibili ai Maya. I siti delle grotte Maya includono la Grotta di Jolja, il sito della grotta di Naj Tunich, le Grotte di Candelaria e la Grotta della Strega. Ci sono anche miti sulla creazione di caverne tra i Maya. Alcuni siti rupestri sono ancora utilizzati dai moderni Maya negli altopiani del Chiapas in Messico. Alcune di queste grotte erano completamente o parzialmente artificiali.